# フランチェスコ・カイロ
フランチェスコ・カイロ（Francesco Cairo、1607年9月26日 - 1665年7月27日）は、イタリアの画家である。イタリア北部のロンバルディアで活躍した。肖像画や人物画を描いた。1607年に騎士に任じられ、カヴァリエーレ・デル・カイロ（Cavalier del Cairo）やフランチェスコ・デル・カイロ（Francesco del Cairo）とも呼ばれた。

## 略歴
騎士になった時に自ら届けた身上書では1607年にミラノ近くの村（Santo Stefano in Brivio）で生まれたとされている（1598年にヴァレーゼかヴァレーゼ近くの村の生まれとする文書もある）。ヴァレーゼで育ち、モラツォーネ（Pier Francesco Morazzone: 1573–1626）という画家の弟子であったと推定されている。
おそらくミラノでペストが流行したために1629年か1630年ころにトリノに移住した。1633年ころにはサヴォイア公、ヴィットーリオ・アメデーオ1世の宮廷で働き始めた 。1635年末にカイロはフィリッポ・ペリニーノ（Filippo Pelignino）という人物の娘と婚外の関係を始め、娘も生まれ、スキャンダルとなった。
その後、マルコ・アンドレア・ディ・スカレンゲ伯爵の娘と結婚し、社会的な地位を得た。カイロはサヴォイア公に加え、マウリツィオ枢機卿やカリニャーノ家のトンマーゾ・フランチェスコ（Tommaso Francesco）らから注文を受けた。
記録に残された最初の作品は 1635年ころのもので、初期の作品はモラツォーネの影響を受けていて「テネブリズム」のスタイルであった。1637年から1638年にかけてカイロはローマを旅し、ローマでグイド・レーニやドメニキーノ、グエルチーノらのエミリア派の画家たちの古典主義絵画やカラヴァッジオやジョヴァンニ・ランフランコ、ピエトロ・ダ・コルトーナらの作品を学んだ。
ロンバルディアに戻った後、ローマで学んだスタイルでいくつかの重要な祭壇画を制作した。1648年にミラノに移った。
1665年にミラノで亡くなった。

## 作品

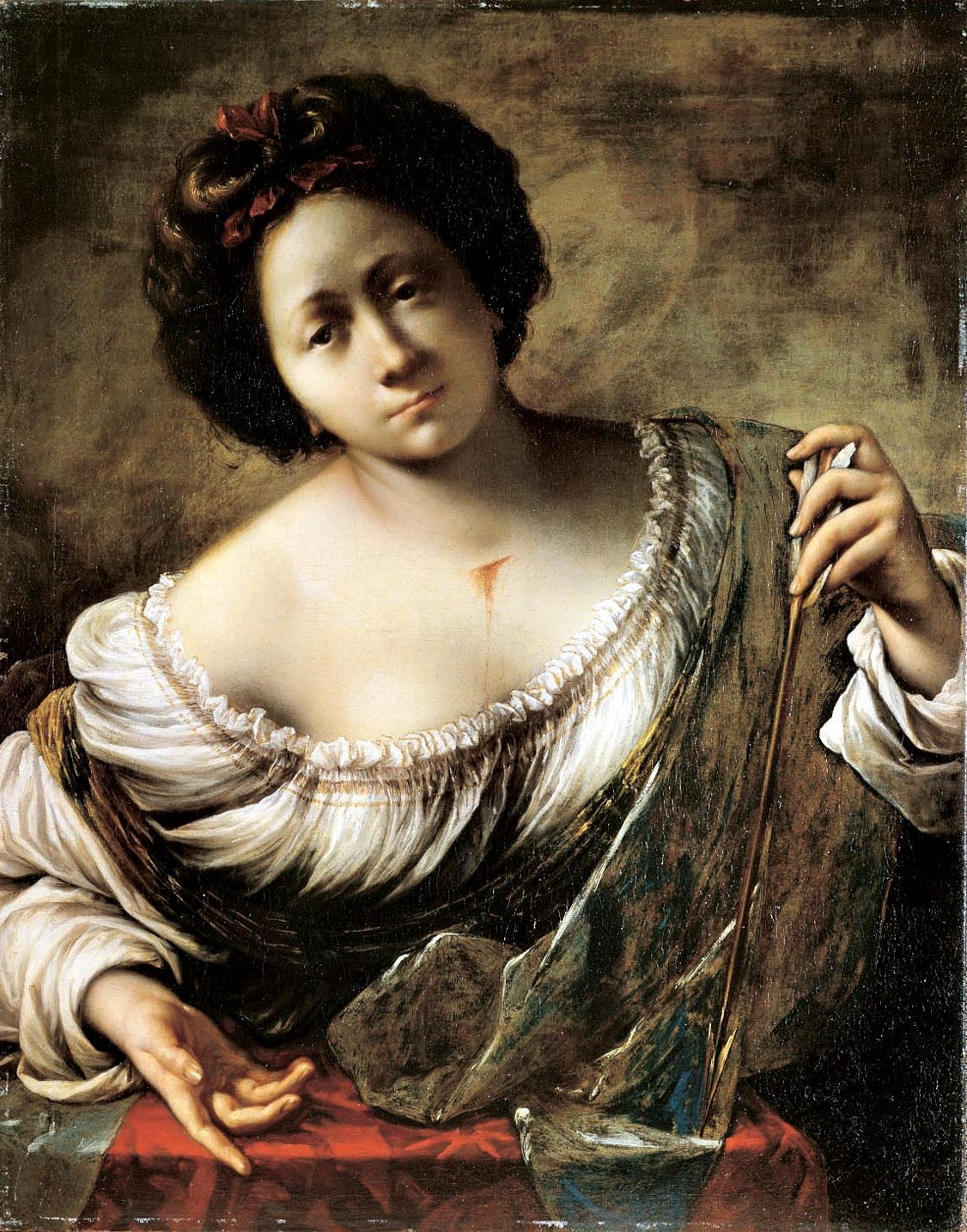
ボルセーナの聖クリスティーナ(c.1638) Sforza Castle Civic Museums
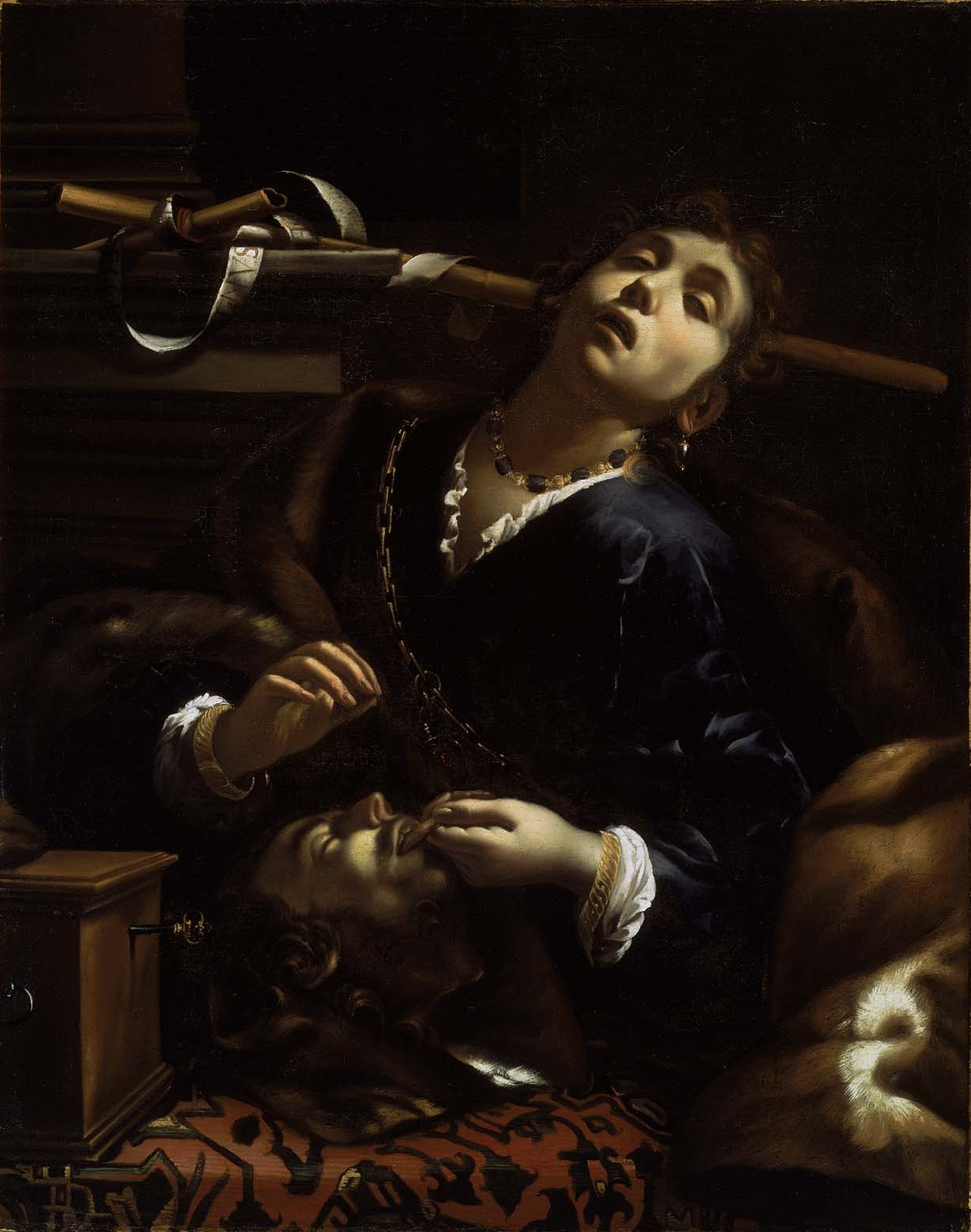
ヘロデヤ(1625/1630) ボストン美術館
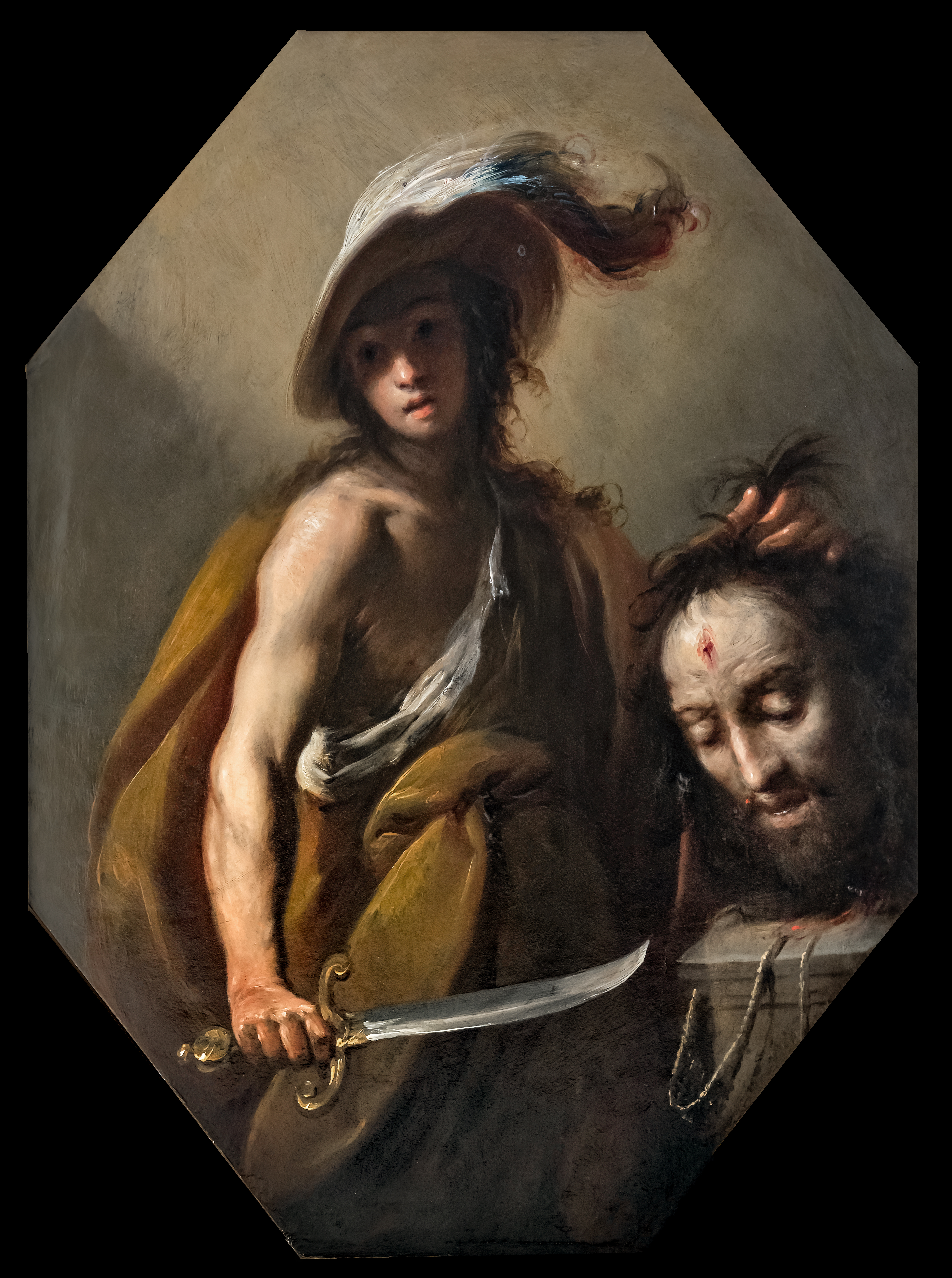
ゴリアテの首を握るダビデ ベンベルグ財団美術館
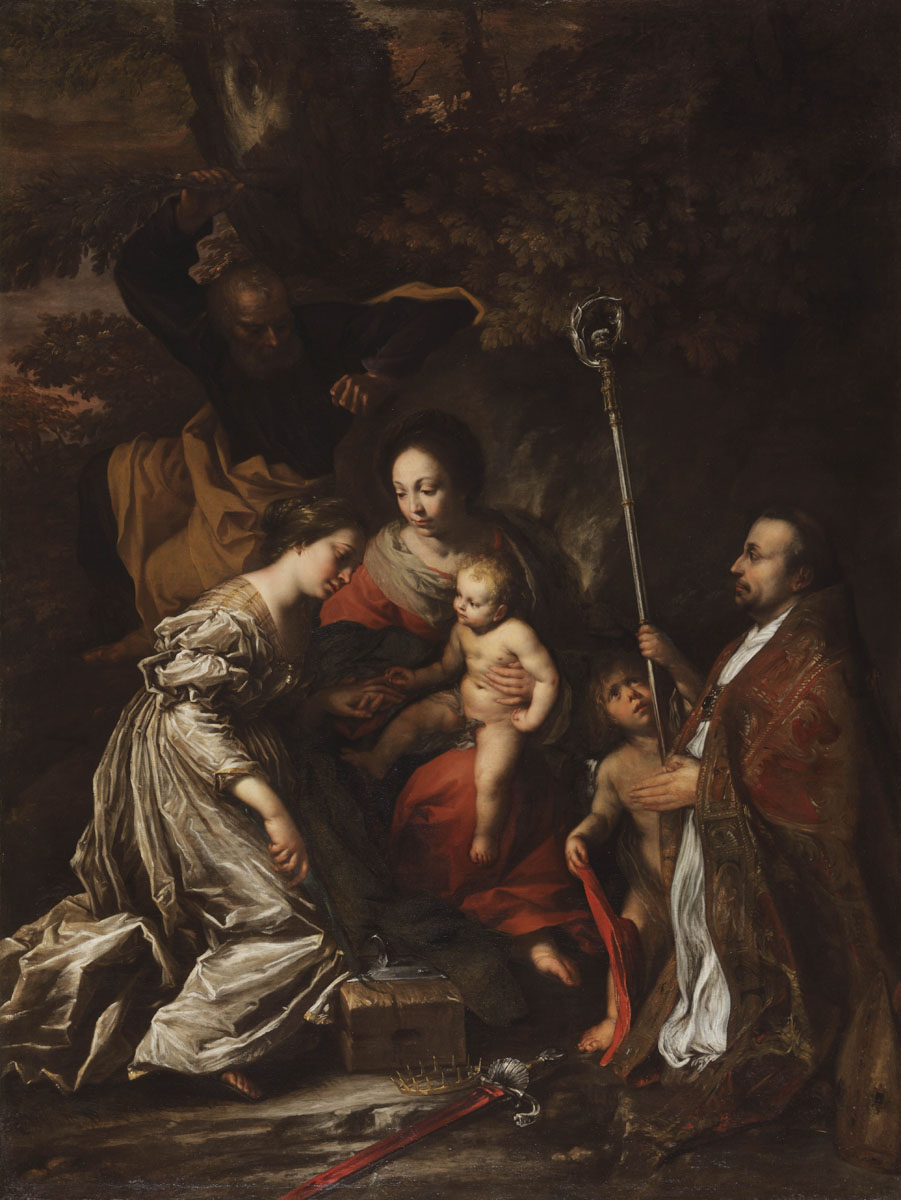
聖カタリナの神秘的な結婚(c.1650) オーギュスタン美術館